# Usha Mangeshkar
Usha Mangeshkar (Devanagari: उषा मंगेशकर) (1935) é uma cantora indiana conhecida por suas músicas em marata e gujarati. Ela é a irmã mais nova dos cantores Lata Mangeshkar e Asha Bhosle. Ela ganhou destaque como cantora depois de cantar algumas canções para o filme de baixo orçamento, Jai Santoshi Maa, de 1975, que se tornou um sucesso de bilheteria. Por sua atuação no filme, ela foi indicada pela revista Filmfare para o prêmio de melhor cantora playback pela sua canção, "Main to Aarti".